# Samuel Fröler
Per Samuel Fröler, född 24 mars 1957 i Madesjö församling i Kalmar län, är en svensk skådespelare. Han är mest känd som doktor Johan Steen i den svenska TV-serien Skärgårdsdoktorn.

## Biografi
Fröler föddes som den yngste av fem syskon i Riddaretorp i Madesjö socken utanför Nybro i Kalmar län. När han var tio år gammal flyttade familjen till prästgården i Reftele församling, där fadern Lennart var kyrkoherde och kontraktsprost. Hans mor Anna-Greta arbetade som lågstadielärare i Västboås.
Efter gymnasiet arbetade Fröler under åren 1978–1982 vid ungdomspsykiatriska mottagningen i Västerås, samtidigt som han var verksam i amatörteaterföreningen Studio Westmannia. Åren 1982–1985 utbildade han sig på Scenskolan i Göteborg. Efter utbildningen anställdes han vid Stockholms stadsteater. År 1989 blev han känd för svenska folket som flygaren Gösta Nilsson i Lars Molins TV-serie Tre kärlekar. Till följd av detta fick han rollen som Ingmar Bergmans far i TV-serien Den goda viljan år 1991, som han även spelade i TV-serien Enskilda samtal år 1996. Han rönte stor framgång i TV-serien Skärgårdsdoktorn, som sändes under åren 1997, 1998 och 2000. Han bidrog med den svenska rösten till Shrek.
Fröler har ett stort fotbollsintresse och Kalmar FF är favoritlaget.

## Filmografi
- 1989 – Tre kärlekar (TV-serie) som Gösta Nilsson
- 1991 – Den goda viljan (TV-serie) som Henrik Bergman
- 1991 – Snöriket
- 1992 – Blueprint (TV-serie) som Tom Lager
- 1994 – Fallet Paragon (TV-serie) som Kristoffer Kruse
- 1995 – Sommaren som Mikael
- 1996 – Gåten Knut Hamsun (TV-serie) som August Strindberg
- 1996 – Enskilda samtal (TV-serie) som Henrik
- 1997 – Skärgårdsdoktorn (TV-serie) som Johan Steen
- 1997 – En doft av paradiset (TV-serie) som Nils von Ekelöw
- 1997 – En frusen dröm
- 1997 – Pippi Långstrump (dubbning) som Herr Settergren
- 1997 – Närkontakt som Rolf
- 1998 – Ett småkryps liv (dubbning) som Hopper
- 1998 – Ögat som Fredrik
- 1999 – Svar med foto som Lars
- 2000 – Det grovmaskiga nätet som Jan Miller
- 2001 – Shrek (dubbning) som Shrek
- 2001 – Livvakterna som Sven Persson
- 2003 – Paragraf 9 (TV-serie) som Markus Fridman
- 2003 – Octane som Marek
- 2003 – Vargsommar som Markus
- 2004 – Shrek 2 (dubbning) som Shrek
- 2004 – Seks som oss (TV-serie) som Carsten
- 2005 – Lovisa och Carl Michael som Åhlström
- 2005 – Vid kungens bord (TV-serie) som Lennart Bergmann
- 2006 – Världarnas bok (TV-serie) som Sophies pappa
- 2006 – Exit som Morgan Nordenstråle
- 2007 – Shrek den tredje (dubbning) som Shrek
- 2007 – Ha en Shrektigt god jul (dubbning) som Shrek
- 2009 – Headhunter som Roland Berger
- 2010 – Pax som Jon
- 2010 – Shrek - Nu och för alltid (dubbning) som Shrek
- 2010 – Till det som är vackert som Adam
- 2011 – Kommissarien och havet (TV-serie) som Kjell Eriksson
- 2013 – Halvbrodern (TV-serie) som Oscar Mill
- 2013 – Kommissarien och havet (TV-serie) som Alfred Palmgren
- 2015 – I nöd eller lust som William
- 2015 – Insidan ut (dubbning) som Jennys pappa
- 2016 – Nobel (TV-serie)
- 2017 – Modus (TV-serie)
- 2017 – Saknad (TV-serie) som Dan Berglund
- 2017–2020 – Rebecka Martinsson (TV-serie)
- 2018 – På spåret (TV-serie)
- 2019 – Innan vi dör (TV-serie)
- 2023 – Strandhotellet (TV-serie)

## Teater

### Roller (ej komplett)
| År   | Roll           | Produktion                                                                          | Regi                    | Teater                                    |
| ---- | -------------- | ----------------------------------------------------------------------------------- | ----------------------- | ----------------------------------------- |
| 1987 | Schweizerosten | Kurage och hennes barn (Mutter Courage und ihre Kinder) Bertolt Brecht              | Ragnar Lyth             | Stockholms stadsteater                    |
| 1998 | Andrew Buchan  | Makten och härligheten (The Absence of War) David Hare                              | Benny Fredriksson       | Stockholms stadsteater                    |
| 2009 | Pjotr, Böneman | Mörkrets makt (Власть тьмы, Vlast′ t′my) Lev Tolstoj                                | Michaela Granit         | Dramaten                                  |
| 2014 | Medverkande    | Du är väl Googlebar, lille vän! Ylva Lööf                                           | Ann Petrén              | Kulturhuset Stadsteatern                  |
| 2015 | Farbror Ben    | En handelsresandes död (Death of a Salesman) Arthur Miller                          | Björn Runge             | Kulturhuset Stadsteatern                  |
| 2016 | Pastorn        | Fadren August Strindberg                                                            | Mellika Melouani Melani | Kulturhuset Stadsteatern                  |
| 2016 | Medverkande    | Jag tror på dig Anita Paula Stenström Öhman                                         | Paula Stenström Öhman   | Kulturhuset Stadsteatern                  |
| 2017 | Fritz Litten   | Bortförd vid midnatt (Taken at Midnight) Mark Hayhurst                              | Philip Zandén           | Kulturhuset Stadsteatern                  |
| 2018 | Läraren        | Besök av en gammal dam (Der Besuch der alten Dame) Friedrich Dürrenmatt             | Katrine Wiedemann       | Kulturhuset Stadsteatern                  |
| 2018 |                | Öppna era hjärtan Amanda Glans                                                      | Andreas Kundler         | Kulturhuset Stadsteatern                  |
| 2019 | Mehmet         | Tiggarna Mia Törnqvist                                                              | Annika Hallin           | Kulturhuset Stadsteatern/ Teater Giljotin |
| 2019 |                | Skapelsen (Die Schöpfung) Joseph Haydn och Gottfried van Swieten                    | Mellika Melouani Melani | Kulturhuset Stadsteatern/ Folkoperan      |
| 2019 | Kommissarien   | Spelman på taket (Fiddler on the Roof) Jerry Bock, Sheldon Harnick och Joseph Stein | Ronny Danielsson        | Kulturhuset Stadsteatern/ Dansens hus     |
| 2021 | Frank Manero   | Saturday Night Fever Robert Stigwood                                                | Anders Albien           | Chinateatern                              |
| 2022 | Karlberg       | Kulla-Gulla Martha Sandwall-Bergström                                               | Maria Sid               | Kulturhuset Stadsteatern                  |
| 2023 | Jakob          | Tiden är vårt hem Lars Norén                                                        | Eirik Stubø             | Kulturhuset Stadsteatern                  |

## Diskografi
- 2001 – Blunda mig till ljus igen[9]